# Gorecht (streek)

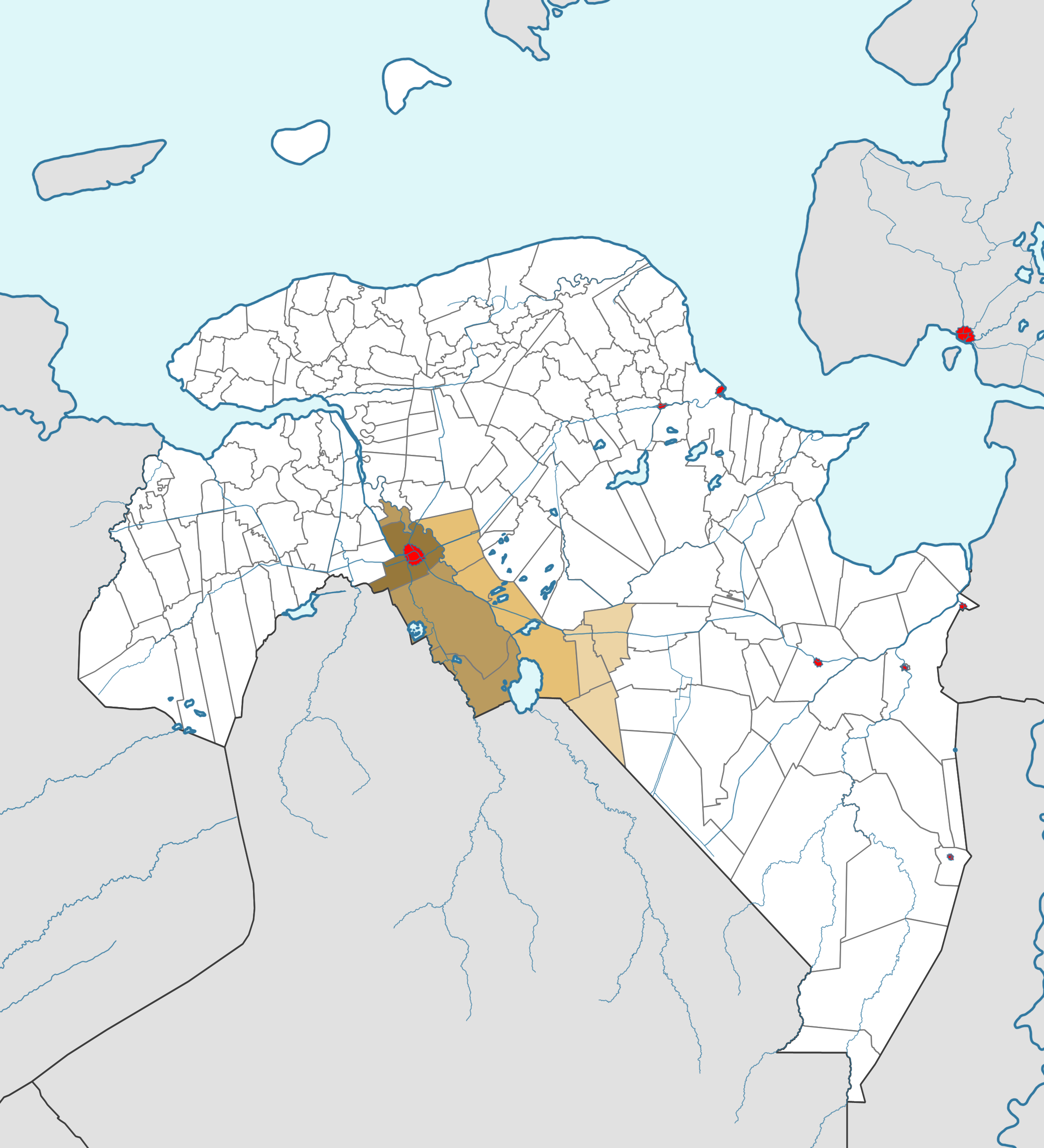
Locatie van het Gorecht en haar streken in Groningen in 1789

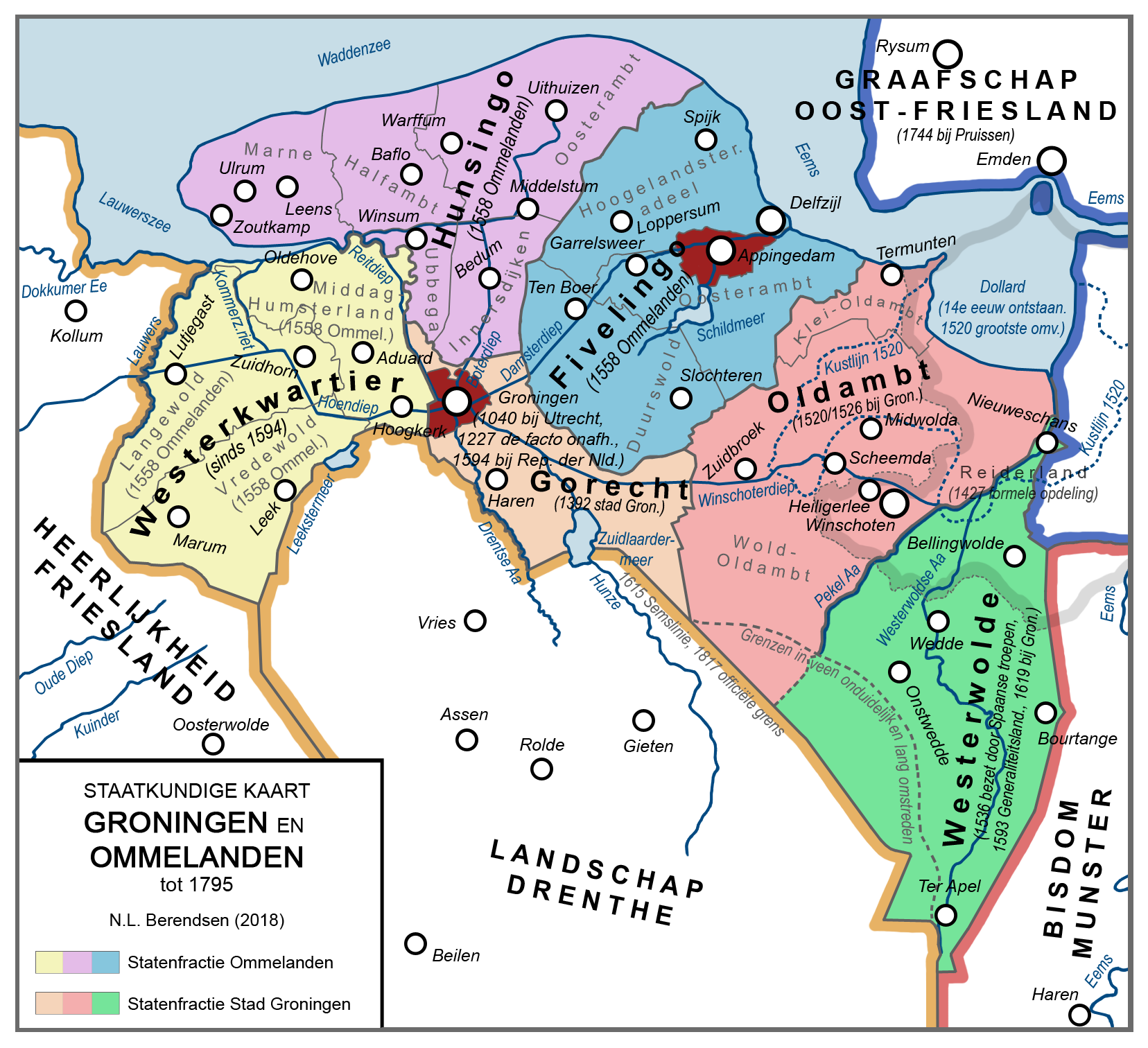
Het Gorecht in oranje

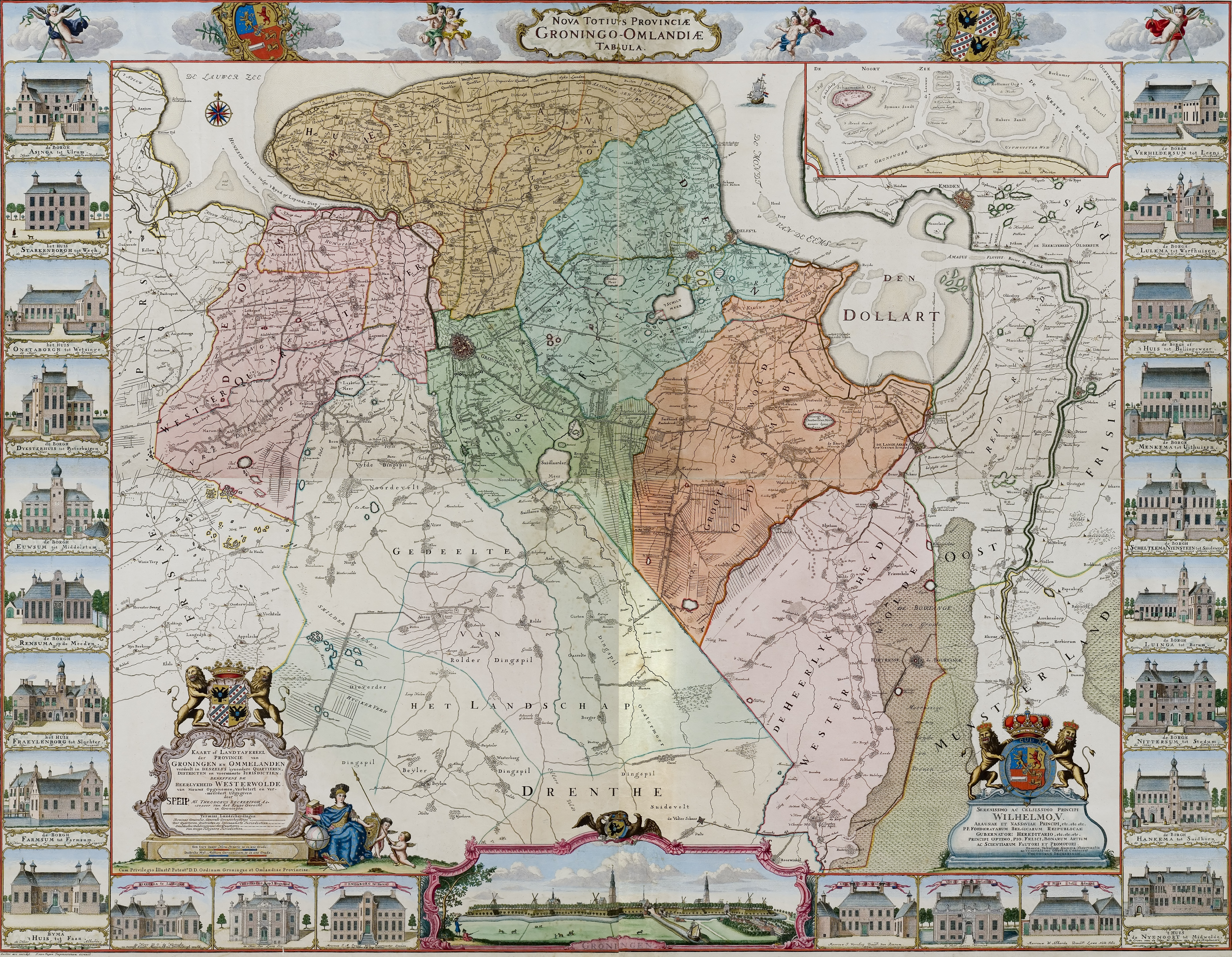
Oude kaart van Stad en Ommelanden in 1781, met het Gorecht in groen

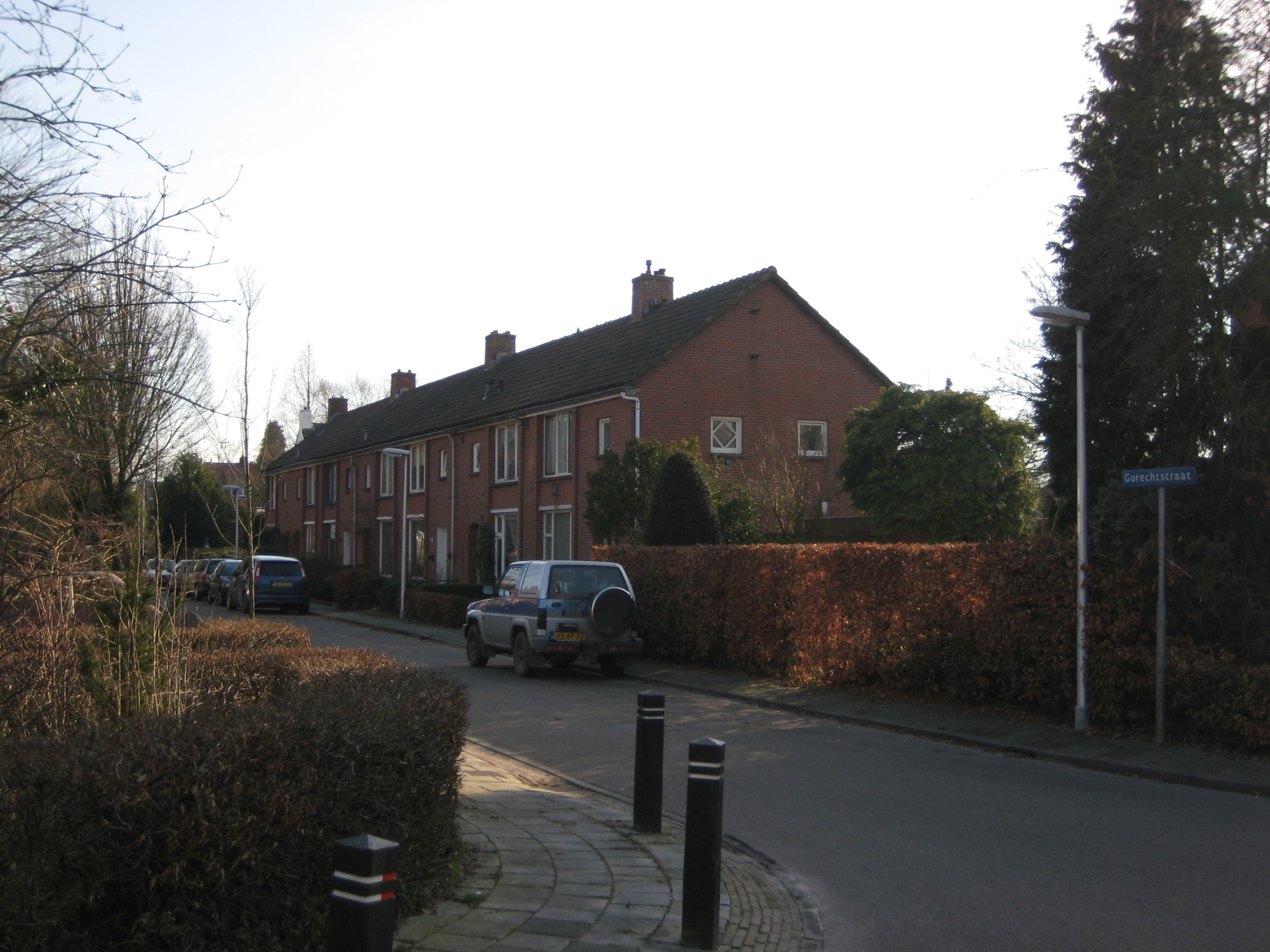
Gorechtstraat in Haren

Het Gorecht (Gronings: t Gerecht), vroeger als Goorecht geschreven, is een voormalig bestuurlijk district rond de Nederlandse stad Groningen en een historisch landschap.
Het Gorecht ligt grotendeels in de gemeente Groningen en omvat tevens het gebied van de vroegere gemeenten Haren en Noorddijk alsmede een deel van Hoogezand (nu Midden-Groningen).
Het Gorecht maakt sinds 2016 deel uit van het Geopark De Hondsrug. Het stroomgebied van de Drentsche Aa maakt deel uit van het Nationaal Park Drentsche Aa.
De landbouwstatistiek van 1912 behandelde 't Goorecht als een afzonderlijk landbouwgebied, dat tot het Noordelijke Zandgebied werd gerekend. Groningen en Noorddijk werden bij de Centrale Weidestreek geteld. Sinds 1991 geldt de hele streek als onderdeel van het Centraal Weidegebied.

## Historie
Het Gorecht besloeg vanouds het grondgebied van de stad Groningen met de omliggende dorpen op de Hondsrug en in de aangrenzende veengebieden.
In de late middeleeuwen werd het ook wel het Gerecht van Selwerd genoemd. Het oorspronkelijke dorp Groningen lag zelf ook in het Gorecht, maar heeft steeds een eigen positie gehad, op den duur werd het als stad een eigen rechtsgebied.
Het Gorecht bestond in de late middeleeuwen uit twee delen: het Go, ten westen van de Hunze, en Drenterwolde, of het Wold, ten oosten hiervan. Go heeft de algemene betekenis van gouw of landstreek, maar werd ook in de meer speciale betekenis van immuniteit gebruikt.
Beide delen werden ook wel aangeduid als de hoge en de lage zijde. Drenterwolde  betekent eigenlijk het wold (= moerasbos, hoogveenontginning) dat bij Drenthe hoort. De dorpen op de Hondsrug (Go)  vormden één geheel met de Drentse dorpen. De dorpen in het Wold zijn daarentegen mogelijk ontgonnen vanuit het Friese Fivelingo.
Oorspronkelijk was het Gorecht een deel van Drenthe. Doordat de Frankische koningen hier echter een koningsgoed stichtten verloor het de band met Drenthe. Het voormalige koningsgoed werd waarschijnlijk in gedeeltes door de Duitse keizer geschonken aan de abdij van Werden en aan de Utrechtse bisschop en het kapittel van het bisdom. Het beheer werd overgelaten aan een prefect. De positie van de prefect werd in de loop der tijden steeds zwakker, de stad gedroeg zich steeds meer als heer over het Gorecht. In 1392 werd dit ook erkend door de bisschop van Utrecht, die de jurisdictie over het Gorecht in pacht aan de stad afstond.
Kerkelijk was het Gorecht oorspronkelijk een parochie die onder de Sint Maartenskerk in de stad viel. Die kerk geldt dan ook als moederkerk van alle kerken in het Gorecht.

## Indeling
Het Gorecht bestond in de late middeleeuwen - afgezien van de stad Groningen - uit acht kerkdorpen en vijf buurschappen, die ook wel marken of (wereldlijke) kerspelen werden genoemd. Ook de gehuchten Selwerd en Paddepoel werden tot het Gorecht gerekend. De Ooster- en Westerstadshamrik vielen onder het grondgebied van de stad Groningen. 
| Go                                 | Wold        |
| ---------------------------------- | ----------- |
| (Groningen) - Helpen (nu: Helpman) | Noorddijk   |
| (Groningen) - Helpen (nu: Helpman) | Middelbert  |
| - Essen en Dilgt - Hemmen Haren    | Engelbert   |
| - Onnen                            | Westerbroek |
| - Glimmen Noordlaren               | Kropswolde  |
| - Glimmen Noordlaren               | Wolfsbarge  |

Groningen en Haren vormden vermoedelijk de oer-parochies, van waaruit de overige parochies werden gesticht. De Cock wijst er op dat Noorddijk is ontgonnen vanuit Groningen, Middelbert vanuit Helpen, Engelbert vanuit Haren, Westerbroek vanuit Onnen en Kropswolde vanuit Noordlaren. De buurtschappen Helpman en Onnen hebben zich niet tot parochies kunnen ontwikkelen en bleven kerkelijk tot Haren behoren. De dorpen in het veengebied van Drenterwolde - aan de oostkant van de Hondsrug - werden ook wel als Asterwalde betiteld. Het gebied ten westen van de Hondsrug langs de Drentse Aa was te vochtig voor de stichting van nieuwe dorpen. Hier vinden we alleen de toponiemen Hemmerwolde en Neerwolde. 
Het Gorecht telde ten minste sinds de 16e eeuw vijf of zes schultambten, waarbinnen de schulte (schout) voor handhaving van de openbare orde, opsporing van misdadigers en uitvoering van vonnissen verantwoordelijk was. Dit betrof in 1779 Noorddijk en Middelbert, Engelbert en Westerbroek, Kropswolde en Wolfsbergen, Haren en Noordlaren, en ten slotte Helpman.
De buurtschappen, marken of kerspelen Helpen, Essen en Dilgt, Hemmen, Onnen en ten slotte Glimmen hadden in de 17e en 18e eeuw een eigen bestuur, dat voor zaken als wegenonderhoud en belastingheffing verantwoordelijk was. Sommige belastingen werden over deze 12 of 13 kerspelen verdeeld (Hemmen en Glimmen werden vaak samen genomen), waardoor de boeren in de kleinste buurtschappen naar verhouding het meeste moesten bijdragen.
Nadat een begin werd gemaakt met de ontginning van de veengebieden ten oosten van Kropswolde en Wolfsbarge ontstonden Hoogezand en Sappemeer. De stad Groningen was hier de landsheer en rekende de omgeving Hoogezand oorspronkelijk tot het Vrije van het Gorecht. Sappemeer werd gesticht op het grondgebied van het Oldambt. Het hele gebied van Hoogezand, Lula-Windeweer en Sappemeer werd in 1633 verenigd tot de rechtstoel Sappemeer. Niet het landrecht van Selwerd maar het landrecht van het Oldambt gold hier voortaan als het geldende recht.